# Aligi Sassu

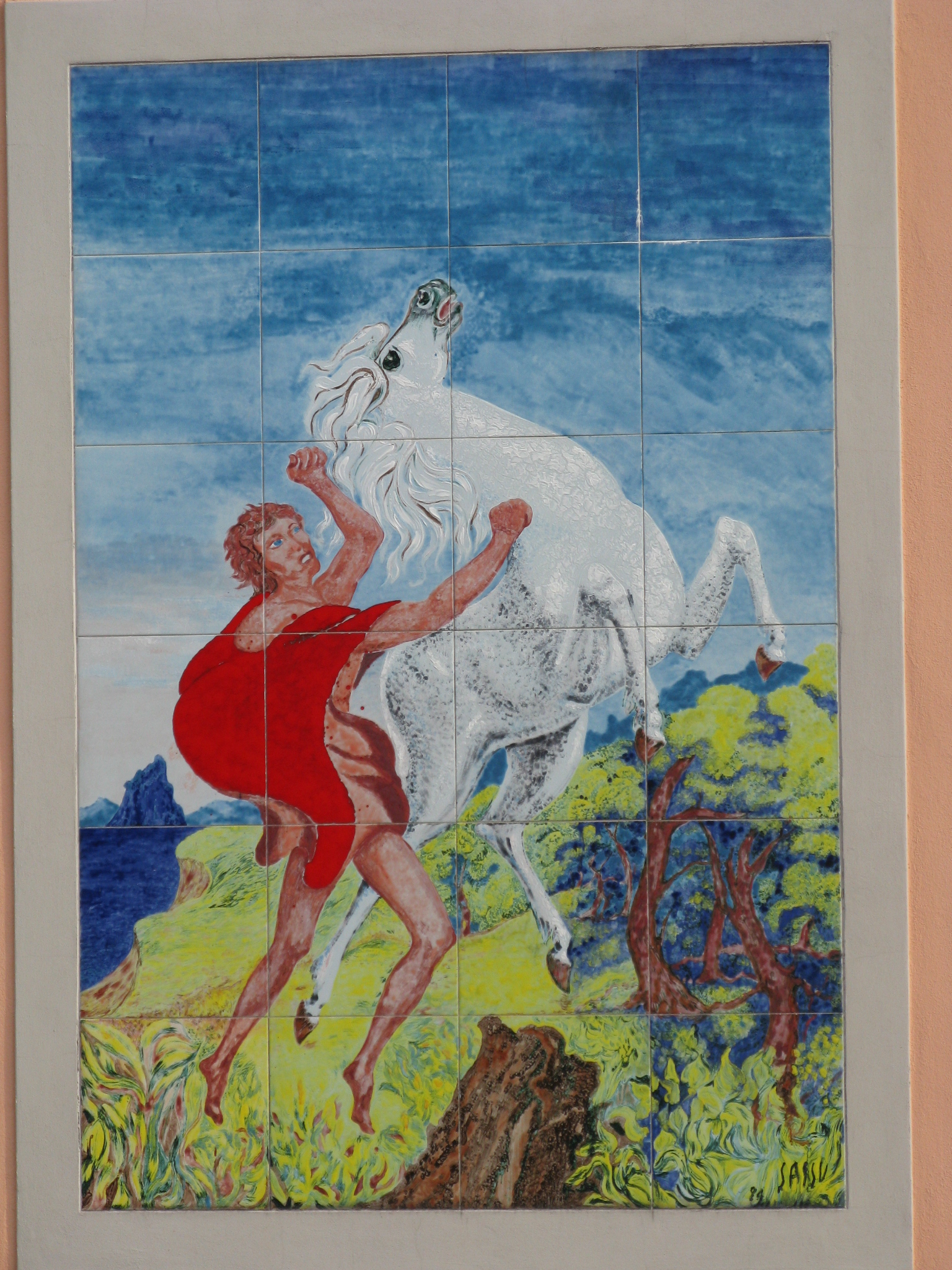

Aligi Sassu (Milán, Italia, 17 de julio de 1912 - Pollensa, España, 17 de julio de 2000), pintor, escultor y ceramista italiano.

## Biografía
Aligi Sassu nació en Milán el 17 de julio de 1912, sus padres: Antonio Sassu, uno de los fundadores del Partido Socialista de Sassari y Lina Pedretti, originaria de Parma se mudan a Thiesi, en Cerdeña, en 1921 donde permanecen 3 años, período breve pero fundamental para las impresiones que formaban el ánimo del artista, de aquí su encuentro con los caballos y con los fuertes colores del paisaje mediterráneo. Vuelve a Milán, donde se interesa por la lectura de revistas y libros de texto futurista, intereses aprendidos de su padre.
En 1925, debido a las dificultades económicas de su familia, abandona la escuela, y empieza a trabajar de aprendiz en una oficina litográfica. 
A los trece años, conoce a Carlo Carrà y, a los dieciséis, presenta sus primeras obras en la Bienal de Venecia. Se inspira en el futurismo de Boccioni, Previati y Carrà, pero no desdeña a Cezanne y Picasso. 
En 1928, él y Bruno Munari redactan el Manifiesto de la Pintura, que postula la representación de formas antinaturalísticas. En ese período, estudia a fondo Diego Velázquez y el desnudo plástico. De esa época es "[La Última Cena]", cuadro que sintetiza la poética visiva de Sassu. El cuadro, de clara inspiración realista, se refugia en el mito y, en consecuencia su "Última Cena" se convierte en un banquete en el cual Cristo está rodeado por personajes vestidos con trajes modernos.
En 1930 en Milán conoce a Giacomo Manzù, Giandante X (Dante Persico) y Giuseppe Gorgerino, colaborador del Ambrosiano, periódico portavoz de los intelectuales milaneses. Corre el año 1934 y Sassu estudia Delacroix y la pintura de temas históricos en el Louvre de París. En ese periodo crea lo que será su "marca": el caballo que estará presente en todas las obras sucesivas.
En 1935 funda el Grupo Rojo con Nino Franchina y Vittorio Della Porta entre otros. En 1936 firma uno de sus cuadros más famosos, "El Café", que está en Il Coupole de París; el mismo año pinta "Fusilamiento en Asturias", considerado uno de los pocos cuadros realizados a favor de la Resistencia. De ese fértil periodo también cabe señalar la serie "Los Concilios", sarcástica representación del clero romano. 
En 1937, es arrestado por dos años. Durante la posguerra vive una existencia social y artística solitaria ya que se mantiene alejado del cubismo de Braque y Picasso. En cambio, estudia a Vincent Van Gogh y visita el lugar de origen de su padre. En Cerdeña dedica varias de sus pinturas a la vida rural y marítima de la isla, las célebres "Atuneras", y estudia la pintura mural, de Masolino da Panicale a Piero della Francesca, pasando por el francés Puvis de Chavanne y los mexicanos, Riveira y Orozco. 
En 1963 se traslada a Mallorca (Baleares) y se instala en la Cala San Vicente, cerca de Pollensa. En 1967 pinta el ciclo de la "Tauromaquia", presentada por el poeta español Rafael Alberti exiliado a Roma. El rojo se convierte en su color preferido ("El rojo es su Barroco", ha dicho el crítico Raffaele Carrieri acerca de él). 
En 1976 trabaja en las pinturas al fresco de San Andrés en Pescara. Estos son los años en los cuales experimenta nuevas técnicas, donde mezcla la tradición con la innovación, como en "I Moti Angioini", una obra realizada con silicona y témpera, y también se dedica a la escultura y el grabado. En los últimos años también pinta cuadros inspirados en el mundo futbolístico. 
En el 1993 terminó de realizar el mural en cerámica " Los mitos del Mediterráneo" en la sede del Parlamento Europeo que mide 150 metros cuadrados.
En 1996 donó 356 obras a la ciudad de Lugano (Suiza) dando nacimiento a la Fundación Aligi Sassu que realizó en el 1999 una exposición dedicada al Futurismo, en el año 2000 dedicada al Primitivismo, en el 2001 a "Uomini Rossi" y en el 2003 expone el Realismo de Aligi Sassu.
El 25 de junio de 1999 nace en Pollensa (Mallorca) la Fundación Aligi Sassu y Helenita Olivares por expresa voluntad de los cónyuges Sassu Olivares
El 17 de julio de 1999 celebrando sus 80 años se inaugurò una importante exposición antológica 1927 - 1999, en el Palazzo Strozzi de Florencia.
El 31 de marzo de 2000 se creó en Besana in Brianza (Italia) la Asociación Cultural Amigos del Arte de Aligi Sassu.
Murió en Pollensa el 17 de julio de 2000 a la edad de 88 años, el mismo día de su cumpleaños.
El 14 de diciembre de 2005, el Jefe de Estado Italiano, Profesor Carlo Azeglio Ciampi, confiere al Maestro, el Diploma al Mérito de I Clase (Medalla de Oro)por Educación, Cultura y Arte.